# I (kana)
En l'escriptura japonesa, els caràcters い (hiragana) i イ (katakana) ocupen el segon lloc en el sistema modern d'ordenació alfabètica gojūon (五十音), entre あ i う; i el primer en el poema iroha, abans de ろ. Una mora és la unitat superior al segment i inferior a la síl·laba.
A la taula de l'ordre gojūon (per columnes, i de dreta a esquerra), es troba a la primera columna (あ行, columna «a») i la segona fila a la qual ha donat el nom: い段, fila «i»).

La taula gojūon

El caràcter い prové del kanji 以, mentre que イ prové de 伊. Es fa servir un caràcter de dimensions menors, ぃ, ィ; per a la formació de nous sons que no existeixen en el japonès tradicional, com ヴィ (vi), ティ (ti).
L'antic caràcter ゐ (wi), així com moltes aparicions del caràcter ひ (hi) en posició no inicial són substituïts en japonès modern per い.
El caràcter い es fa servir generalment per a allargar el so de la «e». Per exemple, la paraula 成形 en hiragana s'escriu せいけい (seikei), però es pronuncia sēkē. En rares ocasions es farà servir え (e) per allargar la vocal "e".

## Romanització
Segons els sistemes de romanització Hepburn, Kunrei-shiki i Nihon-shiki, い, イ es romanitzen com a i.

## Escriptura
|  | El caràcter い s'escriu amb dos traços: 1. Traç vertical encara que lleugerament corb cap avall, amb una pujada al final. 2. Traç vertical cap avall. També és quelcom corb, i més curt que el primer. |
|  | El caràcter イ s'escriu amb dos traços: 1. Traç diagonal de dalt a la dreta a baix a l'esquerra. 2. Traç vertical cap avall.                                                                           |

## Altres representacions
| い o イ en braille japonès  | い o イ en braille japonès                                | い o イ en braille japonès  |
| --------------------------- | --------------------------------------------------------- | --------------------------- |
| い o イ i                   | いい o イー ī                                             | +い o +ー chōon*            |
| ⠃ (braille pattern dots-12) | ⠃ (braille pattern dots-12) · ⠒ (braille pattern dots-25) | ⠒ (braille pattern dots-25) |

- Alfabet fonètic: 「いろはのイ」 ("la i d'iroha", l'antic poema pangràmic japonès")
- Codi Morse: ・－